# بوب كامب
بوب كامب (بالإنجليزية: Bob Camp)‏ هو فنان قصص مصورة ورسام كارتون وكاتب سيناريو ورسام رسوم متحركة أمريكي، ولد في 7 فبراير 1956 في مقاطعة غريغ في الولايات المتحدة.

## وصلات خارجية
- بوب كامب على موقع IMDb (الإنجليزية)
- بوب كامب على موقع ميوزك برينز (الإنجليزية)
- بوب كامب على موقع قاعدة بيانات الفيلم (الإنجليزية)